# NSG
Национальная гвардия безопасности (англ. National Security Guard, NSG) — известная как «Чёрные коты» (англ. Black Cats), является антитеррористическим специальным подразделением при Министерстве внутренних дел Индии.

## Описание
Создана 16 октября 1984 года после операции «Голубая звезда» против сикхских боевиков для борьбы с террористической деятельностью и защиты штатов от внутренних беспорядков. Официально учреждена парламентом Индии в соответствии с Законом о национальной гвардии безопасности 1986 года. NSG набирается как из индийской армии, так и из центральных вооружённых полицейских сил, и не классифицируется как традиционная военизированная сила. Действует как специализированное федеральное подразделение для чрезвычайных ситуаций.